# Lugal-kinishe-dudu

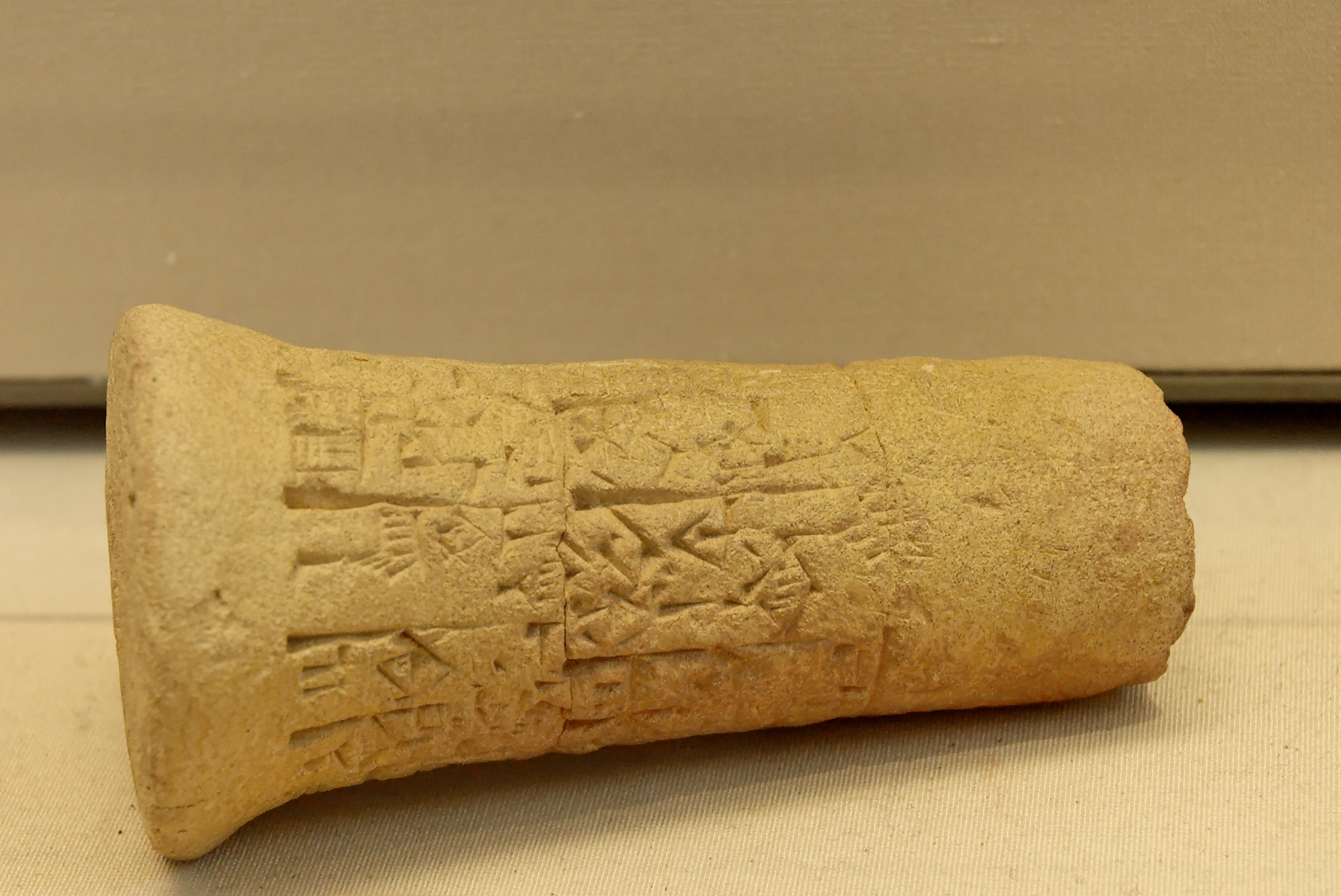
Clou d'argile commémorant le traité de paix conclu entre Entemena de Lagash et Lugal-kinishe-dudu d'Uruk.

Lugal-kinishe-dudu est un roi d'Uruk qui a vécu vers la fin du XXIVe siècle av. J.-C., succédant à son père Enshakushana, fondateur de la deuxième dynastie d'Uruk selon la Liste royale sumérienne. Ce dernier texte mentionne peut-être Lugal-kinishe-dudu comme le deuxième roi de la dynastie, auquel attribue une durée de règne (fantaisiste) de 120 ans, mais la lecture de ce passage est difficile. Les inscriptions de ce souverain qui ont été découvertes montrent qu'il a conservé la puissance héritée de son prédécesseur, puisqu'il se proclame roi d'Ur et de Kish. Le document le plus remarquable dans lequel il est mentionné est un clou d'argile retrouvé à Girsu et commémorant l'alliance qu'il a conclu avec Entemena de Lagash, la plus ancienne mention d'un traité de paix entre deux rois que l'on connaisse.